# Laetesia germana
Laetesia germana là một loài nhện trong họ Linyphiidae.
Loài này thuộc chi Laetesia. Laetesia germana được Alfred Frank Millidge miêu tả năm 1988.